# 來天球
來天球（1458年—？），字伯韶，號两山，浙江紹興府蕭山縣人，竈籍，明朝政治人物。

## 生平
成化二十二年（1486年）丙午科浙江鄉試第七十四名舉人。弘治三年（1490年）中式庚戌科會試第二百九名，三甲第十四名進士。工部观政，九年授工部都水司主事，分司吕梁，十二年调刑部广东司，十三年升本部江西司员外郎。弘治十四年六月，升山西按察司僉事，擢陕西按察副使，督捕劉贼余黨藍五等，録平贼功，連擢本司按察使，明年以忤權貴，致仕謝歸家居。

## 家族
曾祖來名；祖父來宗表；父來雄，號西庄。嫡母王氏；生母孔氏。慈侍下。曾孫來經濟。